# Isoctenus charada
Isoctenus charada là một loài nhện trong họ Ctenidae.
Loài này thuộc chi Isoctenus. Isoctenus charada được miêu tả năm 2009 bởi Polotow & Antonio D. Brescovit.